# Latino (lenguaje de programación)
Latino es un lenguaje de programación procedimental con sintaxis en español de código abierto desarrollado en C, inspirado en Lua y Python.
Este lenguaje fue creado por Primitivo Roman Montero en el 2015 con la versión v0.1-alpha hasta su versión v1.0 que fue lanzada en el 2017. En la actualidad, este lenguaje sigue su desarrollo bajo la dirección de Melvin Guerrero con las versiones v1.1.0 y v1.2.0 en adelante.
Hasta la fecha este lenguaje dispone de soporte para trabajar en sistemas operativos de 64 bits tales como MS-Windows, Mac OS, y Linux.
Latino puede ser usado para:
- Desarrollo web (server-side),
- Conexiones de base de datos,
- Cálculos matemáticas,
- System Scripting.

## ¿Y por qué un lenguaje de programación más?
Este lenguaje nace de la necesidad de incrementar la educación de nivel básico y avanzado, para que niños, adolescentes y también adultos se motiven a entrar en el mundo de la programación y desarrollar aplicaciones con una sintaxis a su idioma.
Al utilizar este lenguaje una sintaxis en español, se espera que se reduzca el tiempo de aprendizaje y a su vez se maximice la comprensión al programar.

## Características del lenguaje
Latino al igual que Python es un lenguaje de programación multiparadigma. Esto significa que más que forzar a los programadores a adoptar un estilo particular de programación, permite varios estilos: programación imperativa y programación funcional.
Latino también hace uso de un tipado dinámico y conteo de referencias para la administración de memoria.
Una cualidad importante de este lenguaje de programación es que al estar desarrollado en C facilita la adaptación de nuevas librerías por medio de su API (Latino API).

## Ejemplos de código

### Ejemplo 1
Este es un ejemplo de un programa Hola Mundo
| Programa Hola Mundo en Latino | Programa Hola Mundo en Python | Programa Hola Mundo en C                                            |
| escribir("Hola Mundo")        | print("Hola Mundo")           | #include <stdio.h> int main() { printf("Hola mundo\n"); return 0; } |

### Ejemplo 2
| Número Par o Impar en Latino | Número Par o Impar en C |
| --- | --- |
| escribir("Escribe un numero:") num=leer() si (num % 2 == 0) escribir("El número "..num.." es par") sino escribir("El número "..num.." es impar") fin | #include <stdio.h> #include <conio.h> int main() { int numero; printf( "Entre un número "); scanf( "%d", &numero ); if ( numero % 2 == 0 ) printf( "\nEl número %d es par", numero); else printf( "\nEl número %d es impar", numero); getch(); /* Pausa */ return 0; } |

## Elementos del lenguaje

### Operadores
| Categoría              | Operadores       |
| ---------------------- | ---------------- |
| Aritméticos            | + - * / %        |
| Incremento, decremento | ++ --            |
| Asignación             | = += -= *= /= %= |
| Relacional             | == != < > <= >=  |
| Lógicos                | ! && \|\|        |
| Condicional            | ? : ??           |
| Concatenación          | ..               |
| Indexación             | [ ]              |
| Conversión             | ( )              |

- Los operadores aritméticos funcionan igual que en C y C++.
- El resultado de los operadores relacionales y lógicos es un valor de tipo bool.

### Comentarios

#### Comentarios de una línea simple
Los comentarios de una línea simple pueden comenzar con un signo de # ó //.

Cualquier texto o código que este después de estos signos serán ignorados por Latino (No se ejecutaran).
```
x
 
=
 
5
        
#
Declaramos
 
una
 
variable
 
con
 
el
 
nombre
 
de
 
X
,
 
y
 
le
 
hemos
 
asignado
 
un
 
valor
 
de
 
5

y
 
=
 
x
 
+
 
2
    
#
Declaramos
 
una
 
variable
 
con
 
el
 
nombre
 
de
 
Y
,
 
y
 
le
 
hemos
 
asignado
 
el
 
valor
 
de
 
X
 
más
 
2

escribir
 
(
y
)
 
//
En
 
esta
 
línea
 
de
 
código
 
escribiremos
 
en
 
pantalla
 
el
 
valor
 
de
 
Y
 
el
 
cual
 
tiene
 
el
 
valor
 
de
 
X
 
+
 
2

```

#### Comentarios de líneas múltiples
Los comentarios de líneas múltiples comienzan con /* y terminan con */. Cualquier texto o código que este dentro de estos signos serán ignorados por Latino (no se ejecutaran).
```
/*

El
 
siguiente
 
código

repite
 
el
 
mismo
 
ejemplo
 
que
 
vimos
 
hace
 
un
 
momento
 
arriba

con
 
las
 
mismas
 
variables
 
X
 
y
 
Y
 
como
 
variables
 
para
 
usar

*/

x
 
=
 
5

y
 
=
 
x
 
+
 
2

escribir
 
(
y
)

```

### Variables
Las variables se definen de forma dinámica, lo que significa que no se tiene que especificar cuál es su tipo de antemano y puede tomar distintos valores en otro momento, incluso de un tipo diferente al que tenía previamente. Se usa el símbolo = para asignar valores.
```
x
 
=
 
1

x
 
=
 
"texto"
 
#
Esto
 
es
 
posible
 
porque
 
los
 
tipos
 
son
 
asignados
 
dinámicamente

```